# Haselbach (Pulsnitz)
Der Haselbach ist ein rechter Nebenfluss der Pulsnitz in Sachsen.
Die Quelle des Haselbaches befindet sich oberhalb der Stipendie auf Ohorner Flur, unweit der Pulsnitz-Quelle. Dann windet sich das Bächlein zum Schwarzteichgebiet und durchquert den Schweinegrund in Steina. Mit einer Gesamtlänge von rund zwölf Kilometern durchfließt der Haselbach – Namensgeber der Gemeinde Haselbachtal – den Ort in fast seiner gesamten Länge, ehe er an der Grenze zwischen Reichenbach und Reichenau in die Pulsnitz mündet.
14 Zuflüsse, meist Gräben aus Wäldern und Teichen, speisen den Haselbach auf seinem Lauf. Der größte Zulauf ist der Weißbach.
Bei normalem Wasserstand führt der Bach (Anwohner sagen „die Bach“) in Häslich etwa 800 Liter Wasser pro Sekunde zu Tale; das sind rund 2.900 m³ pro Stunde.

## Quelle
Die Quelle befindet sich oberhalb der Stipendie, inmitten stattlicher Laubbäume. Sie ist mit Brunnenringen eingefasst und abgedeckt. Die Stipendie liegt auf Ohorner Flur und besteht aus zwei Häusern und drei kleinen, völlig verschlammten Teichen, durch die sich der Haselbach seinen Weg bahnt.
Noch bis vor wenigen Jahren wurde das Wasser der Quelle von den dortigen Bewohnern als Trinkwasser genutzt. Erst nachdem ein besonders trockener Sommer die Quelle versiegen ließ, erhielten die Häuser in der Stipendie Trinkwasseranschluss von Ohorn.